# Mundochthonius cavernicola
Mundochthonius cavernicola är en spindeldjursart som beskrevs av William B. Muchmore 1968. Mundochthonius cavernicola ingår i släktet Mundochthonius och familjen käkklokrypare. Inga underarter finns listade i Catalogue of Life.